# Rhamnaceae
Rhamnaceae Juss. è una vasta famiglia di piante angiosperme dicotiledoni dell'ordine Rosales, che comprende principalmente alberi, arbusti e alcune specie rampicanti.
La famiglia include oltre 60 generi e circa 900 specie.
La prima evidenza fossile delle Rhamnaceae proviene dall'Eocene.

## Descrizione

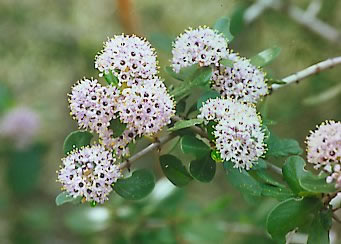
Fiori di Ceanothus cuneatus

Le foglie semplici possono essere alternate e a spirale o opposte. Le stipole sono presenti. In molti generi, queste foglie sono modificate in spine, in certi casi (ad esempio Paliurus spina-christi e Colletia cruciata) in maniera spettacolare.
Colletia possiede, inoltre, la peculiarità di avere due gemme ascellari invece di una sola: una si sviluppa in una spina, l'altra in un germoglio.
I fiori sono radialmente simmetrici. Ci sono 5 (talvolta 4) sepali separati e 5 (talvolta 4 o nessuno) petali separati.
I petali possono essere bianchi, giallognoli, verdognoli, rosa o blu e, nella maggior parte dei generi, sono piccoli e non appariscenti, sebbene in alcuni generi (ad esempio Ceanothus) il denso grappolo di fiori è appariscente.
I 5 o 4 stami sono isomeri con i petali (cioè uno stame è opposto ad un petalo).
L'ovario è superiore, con 2 o 3 ovuli (o solo uno per aborto).
I frutti sono principalmente bacche, drupe carnose o noci.
Alcuni sono adatti ad essere trasportati dal vento, ma la maggior parte sono dispersi da mammiferi e uccelli.

## Distribuzione e habitat
Le Rhamnaceae hanno una distribuzione cosmopolita, ma sono più comuni nelle aree subtropicali e tropicali.
In Italia sono presenti allo stato spontaneo il genere Rhamnus, con diverse specie tra cui tra cui l'alaterno (Rhamnus alaternus), tipico arbusto della macchia mediterranea; il genere Ziziphus con la specie Z. lotus, rinvenibile in Sicilia, il genere Paliurus, con P. spina-christi, diffuso soprattutto nel centro-nord, e il genere Frangula, presente con 2 specie nell'Italia settentrionale.

## Tassonomia
In passato sono state proposti vari schemi di suddivisione in tribù, sulla validità dei quali persistono tuttora numerose incertezze.
L'Angiosperm Phylogeny Group riconosce all'interno della famiglia tre grandi cladi: Rhamnoidi (con 3 tribù: Ventilagineae, Rhamneae, Maesopsideae), Ampeloziziphoidi e Ziziphoidi (con 6 tribù: Pomaderreae, Colletieae, Phyliceae, Gouanieae, Paliureae) ma l'esatta collocazione tribale di molti generi rimane tuttora da definire.
La famiglia comprende i seguenti generi:
- Adolphia Meisn.
- Alphitonia Reissek ex Endl.
- Alvimiantha Grey-Wilson
- Ampelozizyphus Ducke
- Araracuara Fern.Alonso
- Auerodendron Urb.
- Bathiorhamnus Capuron
- Berchemia Neck. ex DC.
- Berchemiella Nakai
- Blackallia C.A.Gardner
- Ceanothus L.
- Colletia Comm. ex Juss.
- Colubrina Rich. ex Brongn.
- Condalia Cav.
- Crumenaria Mart.
- Cryptandra Sm.
- Discaria Hook.
- Doerpfeldia Urb.
- Emmenosperma F.Muell.
- Fenghwaia G.T.Wang & R.J.Wang
- Frangula Mill.
- Gouania Jacq.
- Granitites Rye
- Helinus E.Mey. ex Endl.
- Hovenia Thunb.
- Jaffrea H.C.Hopkins & Pillon
- Johnstonalia Tortosa
- Karwinskia Zucc.
- Kentrothamnus Suess. & Overkott
- Krugiodendron Urb.
- Lasiodiscus Hook.f.
- Maesopsis Engl.
- Nesiota Hook.f.
- Noltea Rchb.
- Ochetophila Poepp. ex Endl.
- Oreorhamnus Ridl.
- Paliurus Mill.
- Papistylus Kellermann, Rye & K.R.Thiele
- Phylica L.
- Phyllogeiton (Weberb.) Herzog
- Polianthon K.R.Thiele
- Pomaderris Labill.
- Pseudoziziphus Hauenschild
- Reissekia Endl.
- Retanilla (DC.) Brongn.
- Reynosia Griseb.
- Rhamnella Miq.
- Rhamnidium Reissek
- Rhamnus L.
- Sageretia Brongn.
- Sarcomphalus P.Browne
- Schistocarpaea F.Muell.
- Scutia (Comm. ex DC.) Brongn.
- Serichonus K.R.Thiele
- Siegfriedia C.A.Gardner
- Smythea Seem.
- Spyridium Fenzl
- Stenanthemum Reissek
- Trevoa Miers ex Hook.
- Trichocephalus Brogn.
- Trymalium Fenzl
- Ventilago Gaertn.
- Ziziphus Mill.

## Utilizzi
In Italia è noto lo Ziziphus jujuba (giuggiolo), i cui frutti sono apprezzati freschi ed anche per la conservazione sotto spirito ed è un frutto importante in Cina.
Il genere americano Ceanothus, che comprende parecchie specie ornamentali molto vistose, possiede noduli radicali azotofissatori.
Gli utilizzi economici delle Rhamnaceae sono principalmente come piante ornamentali e come fonte di molti coloranti verdi e gialli brillanti.
Il legno di Rhamnus (frangola) era quello preferito per la produzione del carbone utilizzato nella preparazione della polvere da sparo, prima che fossero sviluppati i moderni propellenti.